# 너티 보이
샤히드 칸(Shahid Khan, 1985년 3월 13일 ~ )은 너티 보이(Naughty Boy)라는 이름으로 잘 알려진 잉글랜드의 음악 프로듀서이다.

## 음반 목록

### 정규 앨범
- Hotel Cabana (2013)